# Махитаров, Леонтий Григорьевич
Леонтий Григорьевич Махитаров (30 сентября 1937 года, с. Меловатка, Калачеевский район, Воронежская область, РСФСР, СССР - 7 марта 1999 года, Домодедово, Московская область, РФ) – советский и российский инженер-строитель и поэт. Главный инженер дирекции строительства Байкало-Амурской магистрали в 1985-1993 годах, главный инженер Байкало-Амурской железной дороги в 1993-1997 годах.

## Биография
Родился 30 сентября 1937 года в селе Меловатка Калачеевского района Воронежской области. Родители – армяне, выходцы из Эрзурума. 
В 1944 году поступил в Меловатскую среднюю школу, которую закончил в 1954 году. 
В 1959 году закончил Днепропетровский институт инженеров железнодорожного транспорта, получив специальность инженера путей сообщения по мостам и тоннелям. 
По направлению МПС прибыл на Львовскую железную дорогу, начав трудовую деятельность в Коломыйской дистанции дорожным, затем мостовым и тоннельным мастером.
В 1961 году назначен заместителем начальника Самборской дистанции пути по искусственным сооружениям, а в 1964 году стал главным технологом дорстройтреста Львовской железной дороги.
В 1968 году Л.Г. Махитаров назначается главным инженеров СМП-178 (ст. Мукачево), а в 1970 году – начальником СМП (ст. Тернополь) дорстройтреста Львовской железной дороги.
Член КПСС с 1962 года. 
Поворотным моментом для Л.Г. Махитарова стал сентябрь 1974 года. Судьба связала его с Дальним Востоком. По собственной инициативе он был переведён в распоряжение Дорстройтреста ДВЖД и назначен главным инженером СМП-368 (ст. Южно-Сахалинск), а затем работает начальником планового отдела мостопоезда №30 треста Мосттоннельремстрой ДВЖД.
В 1982 году, приняв приглашение друзей, перешёл на работу в дирекцию строительства БАМ (начальник оперативно-производственной службы). 
Профессиональная подготовка и большой опыт работы всегда помогали Л.Г. Махитарову справляться с любым поручаемым ему сложным участком работы. Эти качества очень пригодились Леонтию Григорьевичу при работе его в должности главного инженера дирекции строительства БАМ, на которую его выдвинули в 1985 году.
Во время работы на БАМе Л.Г. Махитаров активно включился в организацию проектно-сметного обеспечения строительства БАМ (АЯМ, вторых путей и т.д.), реализацию технических решений и ряда других неотложных вопросов. 
Он стал одним из немногих, кто выступил в защиту региона БАМ от нападок перестроечной прессы, и едва ли не единственным, чей голос был услышан: в январе 1989 года в газете «Мосты магистрали» появилась его поэма, которая так и называлась: «Я защищаю БАМ!» 
«На целой газетной полосе поэт-инженер смело высказал все чувства, которые переполняли его в трудный для дороги момент: недоумение от трусости ученых, моментально отказавшихся от своих великих замыслов в зоне БАМа, презрение к комсомольским лидерам, предавшим своих добровольцев и в дни празднования юбилея комсомола не сказавшим ни единого слова о великой стройке. Клокотал в поэме и гнев на журналистов, сначала создавших ненужный бамовцам ажиотаж, а потом ретиво ставших разоблачать «дорогу в никуда»:
Набросились оракулы на БАМ,
Как вороны на редкую добычу;
Прозрев внезапно, видят здесь и там
Тьму черных пятен, гневно пальцем тычут
В виновника неисчислимых бед,
Пороча всё, что есть, и всё, что было,
И рьяно льют на полосы газет
Одни лишь только черные чернила.
Льют щедро, так, чтобы свести на нет,
Чтоб утопить, чтобы убить отравой,
Рожденную во мгле застойных лет
Великой стройки признанную славу,
Ту самую, возникшую не вдруг,
Взращенную нелегкими годами,
Трудом и потом сотен тысяч рук
На каждом неприступном метре БАМа..
Л.Г. Махитаров активно занимался общественной деятельностью: он избирался депутатом Тындинского городского Совета народных депутатов, возглавлял планово-бюджетную комиссию, являлся членом партийного комитета управления дороги.
В 1993-1997 годах - главный инженер Байкало-Амурской железной дороги.
В 1997 году БАМ расформировали. Махитаров, как и многие другие руководители дороги, уехал из Тынды. Вместе с семьёй Леонтий Григорьевич переехал в Московскую область в город Домодедово. 
7 марта, за три месяца до празднования 25-летия БАМа, прошедшего 19 июня 1999 года в ГЦКЗ Россия, Л.Г. Махитаров скоропостижно скончался от острой сердечной недостаточности на шестьдесят втором году жизни.
Время всё расставило по своим местам. Строки его поэмы 
Я верю: оскорблённый без вины,
Лишённый и достоинства, и славы,
БАМ снова станет гордостью страны
И вечным достоянием державы!!!
оказались поистине пророческими: сегодня БАМ работает и развивается. С 2014 года ведётся строительство вторых путей БАМа, начаты работы по прокладке второй нитки Северомуйского тоннеля. 
Выступая в 2019 году в дни 45-летия БАМа, Владимир Путин назвал масштабную модернизацию БАМа и Транссиба одним из приоритетных проектов, которые стоят перед Россией.

## Награды
Награждён орденом Дружбы народов и многими медалями СССР. Почётный железнодорожник. 

## Семья
- Жена - Галина Георгиевна, русская (1937 г.р.), по специальности фельдшер.
- Дети - Арсен (1960 г.р.), по специальности инженер-мостовик, Тамара (1964 г.р.), по специальности педагог.